# Calvana (razza bovina)
La Calvana, localmente chiamata Calvanina, è una razza bovina minore italiana, autoctona della Toscana, allevata principalmente sulle aree collinari e montuose del Appennino Tosco-Emiliano tra le province di Firenze e Prato, in particolare sui Monti della Calvana del cui territorio è originaria. Negli ultimi anni bovini di razza Calvana sono presenti anche in alcuni allevamenti delle province di Pistoia e di Siena, al di fuori dell'areale primario.
Mentre in passato i bovini di razza Calvana venivano utilizzati prevalentemente per lavoro, nel corso degli ultimi decenni è stata riscoperta come una razza di buon adattamento al pascolo da cui è possibile produrre carni pregiate.

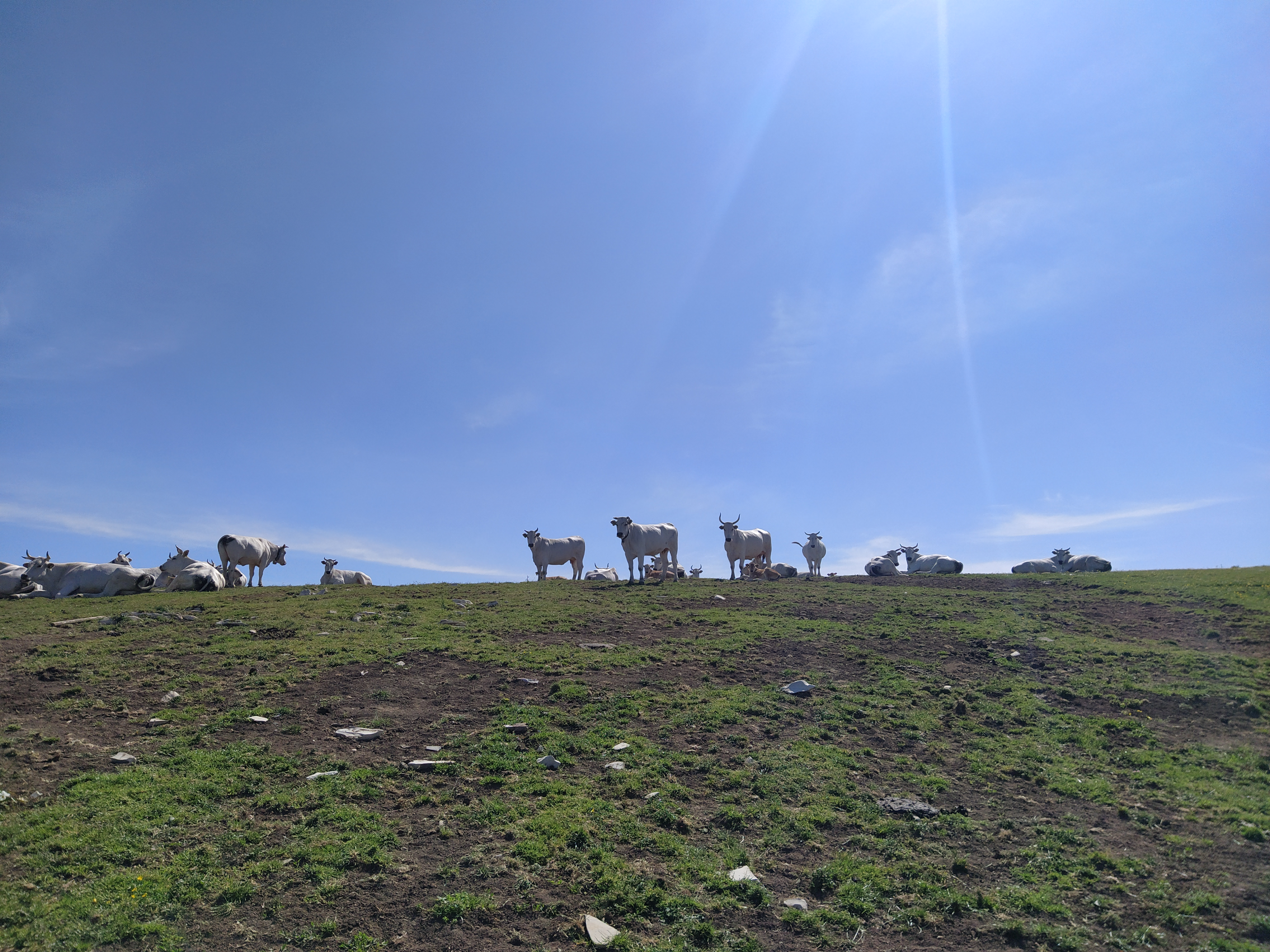
Mandria al pascolo sul Monte Maggiore, nella catena della Calvana

## Caratteristiche
La razza Calvana risulta imparentata con la Chianina, seppur caratterizzata da dimensioni inferiori a quest'ultima.
I bovini di razza Calvana presentano un mantello bianco con mucose pigmentate nere, estremità delle corne ed unghioni di colore nero, piedi piccoli con zoccoli robusti e masse muscolari molto sviluppate. Il peso delle vacche è generalmente compreso tra 650 e 750 kg, mentre i tori si attestano tra i 950 e i 1.100 kg. L'altezza al garrese delle vacche varia tra i 130 e i 150 cm, mentre per i tori è tra 150 e 165 cm.
La carne di razza Calvana si presenta più muscolosa e meno grassa rispetto alla Chianina.